# Manuel Silvela y García de Aragón
Pour les articles homonymes, voir Manuel Silvela et Silvela.
Manuel Silvela, né Manuel Santos Silvela y García de Aragón à Valladolid le 31 octobre 1781 et mort aux Batignolles le 9 mai 1832, est un écrivain, avocat et magistrat espagnol. Il a servi d'intermédiaire entre Espagnols et Français lors de la guerre d'indépendance espagnole. Afrancesado, il dut s'exiler en France lors de la prise du pouvoir par le roi Ferdinand VII d'Espagne.

## Biographie

### Jeunesse
Manuel perd son père à 6 ans et déménage à Ávila avec son oncle Jacinto García de Aragón pour suivre des études. Il rentre ensuite à Valladolid, où il finit ses études de jurisprudence, philosophie et théologie. Il obtient son baccalauréat  en 1806 en assemblée plénière, obtenant dans toutes ses matières le « nemine discrepante » et le 4 janvier 1808, il obtient une licence en Lois et Droit canonique, étant également professeur de l'université.
Il intègre une des Sociedades económicas de amigos del país (es) (« Sociétés économiques des amis du pays ») en tant qu'« Individu » et « Secrétaire », contribuant ainsi au progrès des écoles de premières lettres et à plusieurs améliorations dans l'agriculture et dans l'industrie, étant président de ces sections. Il occupe les chaires de volume et de code, collaborant avec les lettrés José Morales Arnedo et José Díaz de Lavandero, des avocats reconnus de la Real Audiencia y Chancillería de Valladolid (es).

### Maire de «Casa y Corte»
Face à l'impossibilité d'exercer la profession d'avocat à Valladolid car il doit pour cela impérativement s'incorporer au Collège des Avocats (dont les places étaient réduites à 40), il déménage à Madrid, où ses maîtres et camarades d'université occupent déjà d'importants postes publics.
Silvela arrive à la capitale avec l'objectif de résoudre le problème de la limite de places au Collège de Valladolid, mais son arrivée coïncide avec celle de l'invasion française et de la prise du trône par Joseph Bonaparte. Silvela est sollicité pour servir d'intermédiaire entre Espagnols et Français, pour sa connaissance parfaite de la langue française.
Afin d'atténuer la violence de l'envahisseur contre le peuple espagnol, il accepte d'être nommé magistrat, occupant à 27 ans une place de « maire de la Casa y Corte (es) » :

« J'ai sacrifié à ma patrie toute ma sensibilité. J'aurais pu en profiter pour changer de situation, mais j'ai préféré conserver la plus contraire à mon for intérieur, et j'ai accepté que les ingrates occupations de mon destin déchirent à toute heure mes entrailles, partageant avec mes compagnons le plaisir de soustraire à la fureur militaire le plus grand nombre possible de victimes. »

Cette détermination était connue à Madrid et les accusés de délit politique essayaient d'être défendus par Silvela.
Cependant, le fait d'avoir accepté ce poste sous le gouvernement français lui a valu d'être appelé un « afrancesado » et quand la Cour et les troupes de Joseph Bonaparte évacuent Madrid le 3 août 1812, le nouveau gouvernement rédige des décrets contre les afrancesados et leur famille. Silvela choisit donc de s'exiler à Bordeaux.

### Exil
Quand il se dispose à partir en exil, plusieurs personnes de grande notoriété de ce nouvel ordre essayent de le convaincre de rester en Espagne, l'assurant que, loin d'avoir quoi que ce soit à craindre, la tempérance et la justice avec lesquelles il s'était comporté seraient récompensées.
Au contraire, la Gaceta de Madrid du 25 août 1812 publie un article où Silvela est cité ainsi : « Combien cela doit nous être douloureux que l'humanité de l'innocent Juge Silvela ait été confondue avec la tyrannie des afrancesados... »
Comprenant que cette confusion pouvait impliquer de sérieux dangers pour sa famille, il prend la décision de partir à Bordeaux où il s'établit avec sa mère, sa femme et ses enfants. Il y fonde le Collège Silvela, devenu avec le temps un important centre d'éducation pour espagnols et américains.
Il partage l'exil avec ses grands amis Leandro Fernández de Moratín et Francisco de Goya. Le premier lui a légué ses manuscrits, parmi lesquels celui des Orígenes del Teatro Español (« Origines du Théâtre espagnol »), que Silvela a par la suite offert au roi d'Espagne et que l'Académie royale d'Histoire a publié en 1830 ; et le second a lui réalisé plusieurs portraits, dont l'un est conservé au musée du Prado.
En 1827, il déménage à Paris, où il fonde également un Lycée espagnol consacré à l'éducation de plus d'une centaine d'élèves hispanophones. Silvela dirige le collège mais se charge en parallèle des chaires d'histoire ancienne et moderne, de législation civile, pénale et mercantile, ainsi que de philosophie. Il rédige, modifie ou complète de nombreux traités et précis qui servent de livre scolaire à ses élèves.
En 1828, il est admis parmi les Arcades de Rome sous le nom de « Logisto Cario », afin d'assister Leandro Fernández de Moratín, alors le principal poète dramatique de l'école classique du XIXe siècle, connu dans cette même institution comme « Inarco Celenio ».
Il meurt à Batignolles le 9 mai 1832 des suites d'une maladie pulmonaire attrapée en 1828.
Son fils Francisco (es) et ses petits-enfants Manuel, Luis et Francisco ont obtenu une grande notoriété dans l'Espagne du XIXe siècle et au début du XXe siècle.

## Œuvre
- Biblioteca selecta de literatura española (1819)
- Correspondencia de un refugiado (1820)
- Tres memorias sobre la situación de España con relación al estado de Europa (1823)
- Historia antigua hasta los tiempos de Augusto (1830)
- El reconciliador
- El doctor don Simplicio de Utrera o la novia por oposición
- León de Norwel
- Compendio de Aritmética
- Compendio de la historia de España desde sus primeros pobladores hasta Carlos I
- Apuntes para la historia de Inglaterra
- Introducción a los estudios de ciencias sociales
- Tratado de legislación consular
- Legislación penal
- Ideología
- Teoría general de las lenguas con algunas aplicaciones particulares a la castellana y varias observaciones sobre la francesa
- Lógica
- Retórica
- Poética
- Mitología
- Vida de Moratín
- Establecimiento de educación para españoles (1828)
- Una cuestión de Derecho
- Compendio de Historia Romana (1830)
- Obras póstumas (1845)